# Peter Schacht
Peter Schacht (* 1. Juli 1901 in Bremen; † 25. Januar 1945 in Posen) war ein deutscher Komponist.

## Leben
Peter Schacht stammte aus einer wohlhabenden bremischen Kaufmannsfamilie. In seiner Heimatstadt besuchte er das humanistische Gymnasium, wobei er sich insbesondere für mathematische Fragestellungen interessierte. Früh erhielt er auch Klavier-, Geigen- und Klarinettenunterricht. Später (1931) nahm er in Baden-Baden an einem Kurs des Violinlehrers Carl Flesch teil. Nach der Reifeprüfung 1920 begann er auf Wunsch des Vaters ein Medizinstudium an der Universität Freiburg im Breisgau. Daneben erhielt er Kompositionsunterricht beim Spätromantiker Julius Weismann. In Freiburg trat er 1921 dem Corps Suevia bei, das er 1934 aus Protest gegen den Ausschluss der sogenannten „jüdisch Versippten“ wieder verließ. Von 1921 bis 1926 ging er an das Leipziger Konservatorium, wo er bei Hans Grisch (Klavier) und Fritz Reuter (Musiktheorie und Komposition) studierte.
Danach wollte er in die Meisterklasse von Arnold  Schönberg an der Preußischen Akademie der Künste Berlin und bewarb sich dazu mit einem neoklassizistischen Streichquintett, das als seine erste erhaltene Komposition gilt. Nach einer ersten Absage nahm ihn Schönberg in seinen privaten Schülerkreis auf. Unter Schönberg entstanden wohl seine Variationen über ein Volkslied für Klavier (1927). Im Wintersemester 1927/28 wurde er offiziell Schönbergs (längster) Meisterschüler (bis 1932). 1929 schuf er sein wichtiges Klavierwerk Variationen über ein Thema von Bach. 1932 erhielt seine II. Sonate für Violine und Klavier (1932) beim Emil-Hertzka-Gedächtnispreis der Universal Edition in Wien eine „auszeichnende Anerkennung“.
Nach der „Machtergreifung“ der Nationalsozialisten löst sich der Schönberg-Kreis auf. 1933 wurde sein Streichquartett (1932) beim Dortmunder Tonkünstlerfest skandalträchtig uraufgeführt. Schacht war nicht bereit, das Werk wie gefordert zurückzuziehen. Er bezeichnete es als „Abschiedsvorstellung in Deutschland“. Bis 1936 lebte er zurückgezogen in der Inneren Emigration in Berlin. Dort komponierte er auch seinen bedeutenden Liederzyklus Sieben Lieder auf Lyrik von Richard Billinger (um 1933/36).
Nach 1936 versuchte er auch aus finanziellen Erwägungen mit tonaler Musik wieder Fuß zu fassen. Die Aufführung seiner Zwei Stücke für Klarinette und Klavier (1931) zog er 1937 bei den Weltmusiktagen der Internationalen Gesellschaft für Neue Musik (IGNM) zurück. Seine Drei Stücke für Streichorchester (um 1936/37) ließ er aber bei einer Veranstaltung des Ständigen Rats für die internationale Zusammenarbeit der Komponisten, einer nationalsozialistisch dominierten Gegenorganisation zur IGNM, in Winterthur spielen. 1940 wurde sein „Handlungsballett“ Andreasnacht unter Winfried Zillig in Essen uraufgeführt – obwohl die Musik laut Zillig „sehr unverhohlen nach dem Jazz schaute“, wurde die Aufführung ein Erfolg. 1941 wurde er zur Bewachung britischer Kriegsgefangener zur Wehrmacht eingezogen und nach Posen versetzt. Dort komponierte er die Kinderstücke für Klavier und eine Serenade (verschollen). Kurz vor Kriegsende 1945 wurde er im Zuge der Schlacht um Posen durch eine sowjetische Granate getötet.
Seine Werke sind überwiegend im Archiv Deutsche Musikpflege Bremen dokumentiert. Von Schönberg beeinflusst, „komponierte er eine intelligente, handwerklich gekonnte, wenn auch wenig originelle Musik von lyrischer Grundhaltung“. Anfang der 1930er Jahre schuf er „atonale und reihentechnisch organisierte Musik, die aber keineswegs zwölftönig ist“ (Ludwig Holtmeier).